# Léon Vanderkindere
Léon Victor Albert Joseph Vanderkindere, född 22 februari 1842 i Molenbeek-Saint-Jean, död 9 november 1906 i Uccle, var en belgisk historiker. 
Vanderkindere var professor vid Bryssels universitet från 1872 och är främst känd för sin forskning angående medeltidens historia. Mest bekanta av hans arbeten är Le siècle des Artevelde (1879), Introduction à l'histoire des institutions de la Belgique au moyen-âge (1890) och La formation territoriale des principautés beiges au moyen-âge (1899–1902). Han utgav 1904 en ny upplaga av Gilbert de Mons för Tyska rikets historia betydelsefulla "Chronicon Hanoniense" och skrev ett par mycket använda skolläroböcker, Histoire de l'antiquité och Histoire contemporaine. 
Åren 1880–84 och 1892–94 var Vanderkindere ledamot av Belgiens deputeradekammare, till vars vänster han hörde, och utnämndes 1900 till borgmästare i Uccle.
Han var svåger till Charles Buls.